# Arquidiócesis greco-ortodoxa de Tiro y Sidón
La arquidiócesis greco-ortodoxa de Tiro y Sidón y dependencias (en árabe: صور وصيدا وتوابعهما‎) es una diócesis de la Iglesia ortodoxa perteneciente a la Iglesia ortodoxa de Antioquía, con sede en Marjayoun en Líbano. 

## Territorio
La arquidiócesis comprende territorios de las gobernaciones de Nabatiye, Líbano Sur y Becá en la parte meridional del Líbano. 
La sede del obispo metropolitano está en Marjayoun, en donde existe la capilla episcopal de San Nicolás.
La arquidiócesis tiene cuatro catedrales: 
- Santo Tomás, en Tiro, construida en 1860.[3]
- San Nicolás, en Sidón, construida en 1690 en el sitio de una basílica del siglo VIII.[4]
- San Jorge, en Hasbaya, construida en 1835-1836 en el sitio de una iglesia del siglo IX.[5]
- San Nicolás, en Rachaiya, construida en 1883 en el sitio de una iglesia del siglo XVI.[6]

La arquidiócesis comprende además las siguientes parroquias:
- Arcángel Miguel, en Aaiha
- San Jorge, en Abou Qamha
- Santo Tomás, en Ain Aarab
- San Elías, en Ain Aata
- Arcángel Miguel, en Ain Hircha
- Arcángel Miguel, en Ain Qenia
- San Elías, en Bater Chouf
- San Elías, en Blat
- San Jorge, en Borj el-Moulouk
- San Jorge, en Chebaa
- San Jorge, en Dahr el-Ahmar
- Arcángel Miguele, en Deir Mimas
- San Elías, en El-Bouaida
- San Jorge, en El-Maré
- San Jorge, en Fardis
- Nuestra Señora, en Hasbaya
- San Jorge, en Ibl es-Saqi
- San Jorge, en Marjayoun
- San Elías, en Kfar Mechki
- San Jorge, en Kfar Qouq
- San Elías, en Khiam
- San Elías, en Khreibé
- San Jorge, en Mhaidsé
- San Jorge, en Mimès
- San Jorge, en Niha Chouf
- San Jorge, en Rachaya el-Foukhar
- Natividad de María, en Rachaiya

## Historia

### Sede antigua
El origen histórico de la diócesis se remonta al Nuevo Testamento, que menciona a las ciudades de Tiro y Sidón. Una congregación cristiana se fundó en Tiro poco después de la muerte de san Esteban. 
El Concilio de Nicea I en 325 aprobó la ya existente organización eclesiástica según la cual el obispo de la capital de una provincia romana (el obispo metropolitano) tenía cierta autoridad sobre los otros obispos de la provincia (sufragáneos), utilizando por primera vez en su canon 6 el nombre metropolitano. Quedó así reconocido el metropolitanato de Tiro en la provincia romana de Fenicia I, con Sidón como una de sus diócesis sufragáneas. El Concilio de Constantinopla I en 381 reconoció al metropolitano de Antioquía poderes de inspección sobre los metropolitanatos de la diócesis civil de Oriente, por lo que Tiro y Sidón quedaron dentro del patriarcado de Antioquía.
En 636 los árabes musulmanes del Califato ortodoxo expulsaron a los bizantinos de Siria y comenzaron a introducir el islam y la lengua árabe que desplazó al griego. Después del Gran Cisma entre las Iglesias de Roma y de Constantinopla en 1054, Tiro y Sidón siguieron como parte de la Iglesia ortodoxa, rompiendo la comunión con la Santa Sede de Roma. 
El 4 de diciembre de 1110 Sidón fue ocupada por los cruzados y fue creada la diócesis de Sidón de rito latino. Mientras sitiaban Tiro los cruzados designaron a Eudes como arzobispo de rito latino de la ciudad y sus alrededores, creándose la arquidiócesis de Tiro en 1122. Tiro fue capturada el 7 de julio de 1124 y el obispo ortodoxo huyó a Constantinopla, en donde se continuó la sucesión en forma titular.
Sidón volvió a manos musulmanas en 1249 y Tiro fue capturada por los mamelucos en 1291, después de un largo asedio, por lo que las diócesis latinas continuaron como sedes titulares en Occidente. Las comunidades cristianas desaparecieron en gran medida de allí. Cuando el patriarca Filoteo de Constantinopla (entre 1354 y 1376) mencionó las diócesis del patriarcado greco-ortodoxo de Antioquía en ocasión de la elección del patriarca Pacomio I, el único metropolitano existente en la mitad sur del actual Líbano era el de Beirut (antigua Berito).

### Sede moderna
La reconstrucción de las comunidades cristianas ortodoxas en Sidón comenzó nuevamente en 1604 con la elección de Ignacio Houtiyeh como obispo de Tiro y Sidón (incluyendo Acre) dependiente del patriarcado greco-ortodoxo de Antioquía.
En diciembre de 1683 el arzobispo Euthymios Michael Saifi de Tiro y Sidón (en el cargo desde 1682) entró en comunión con la Santa Sede de Roma y en 1684 creó la orden basiliana del Santísimo Salvador. El 6 de diciembre de 1701 Saifi fue designado en secreto por rescriptum ex audientia de la Propaganda Fide como administrador apostólico de todos los católicos del patriarcado melquita que no tuvieran un obispo católico propio. En 1722 el patriarca ortodoxo de Antioquía, Atanasio, depuso a Saifi de su obispado y lo envió al exilio, muriendo este el 8 de octubre de 1723. A partir de 1724 hubo dos patriarcas rivales de Antioquía y la sede de Tiro y Sidón se dividió entre ortodoxos y melquitas católicos.
En 1900 existían en la diócesis 1800 familias ortodoxas, de las cuales 300 estaban en la villa de Hasbaya, 400 en la de Rachaiya y 1100 en otras 15 localidades.
Desde 1995 el metropolitano Elias Kfoury es el arzobispo de Tiro y Sidón.